# Gestão Leonel Brizola no governo do Rio Grande do Sul

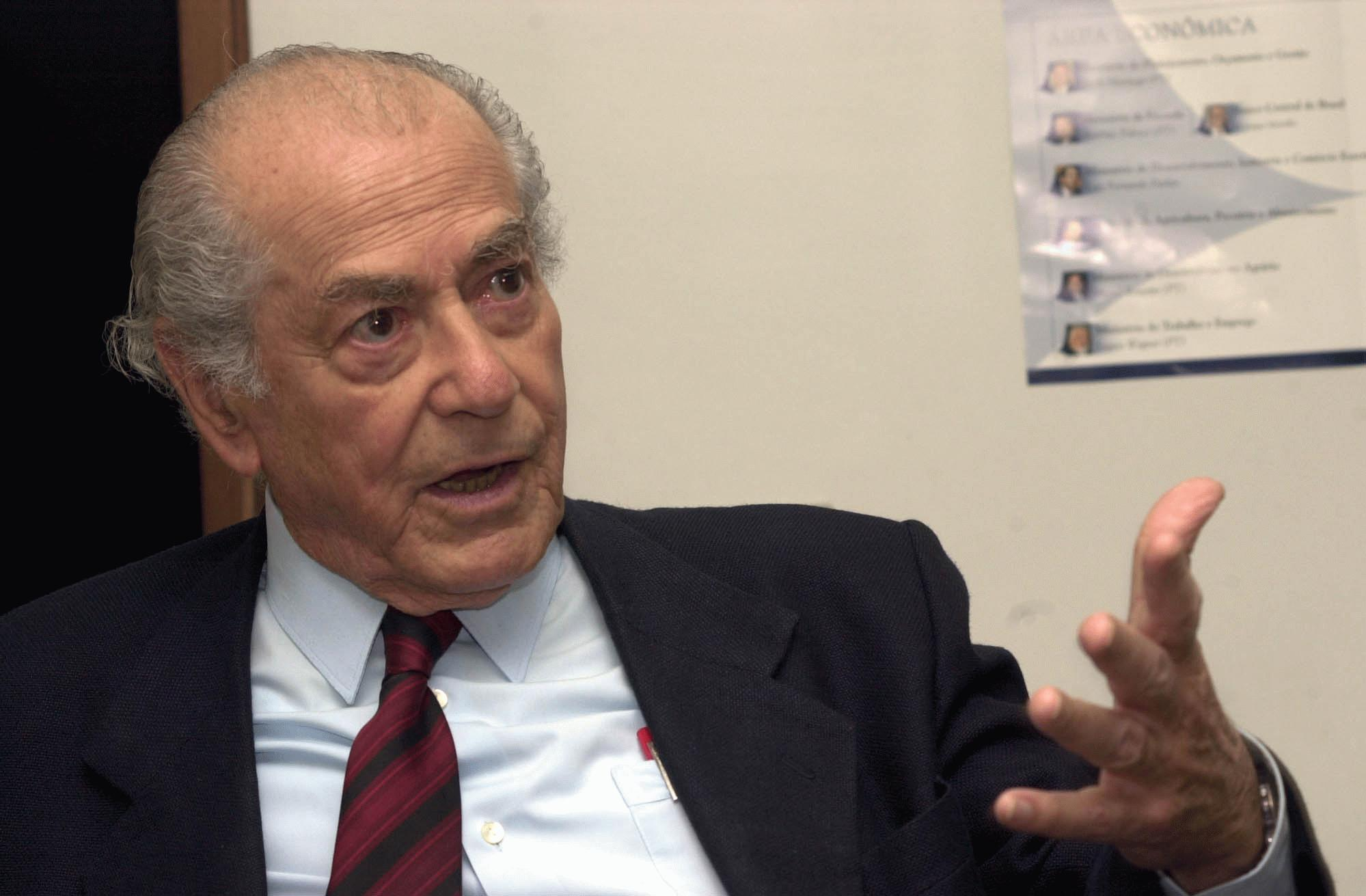
Leonel Brizola

A principal realização de Leonel Brizola no Rio Grande do Sul, o qual governou de 1959 a 1963, foi a multiplicação das escolas. Como governador do estado repetiu, em escala estadual, o que já havia feito em seu mandato como prefeito de Porto Alegre. Multiplicou as salas de aula, criando uma rede de ensino primário e médio que atingiu os municípios mais distantes, inclusive nas zonas do pampa, de baixa densidade populacional, criando 5.902 escolas primárias, 278 escolas técnicas e 131 ginásios, colégios e escolas normais, totalizando 6.302 novos estabelecimentos de ensino. Abriu 688.209 novas matrículas e admitiu 42.153 novos professores.
Para possibilitar isso, houve mobilização da população e apoio dos prefeitos. As prefeituras cediam terreno e transporte, e mão-de-obra com os mutirões populares, ao passo que ao estado cabia o fornecimento dos recursos materiais e financeiros. Isso possibilitou a construção de muitas escolas em pouco tempo.

## Estatização de empresas estrangeiras

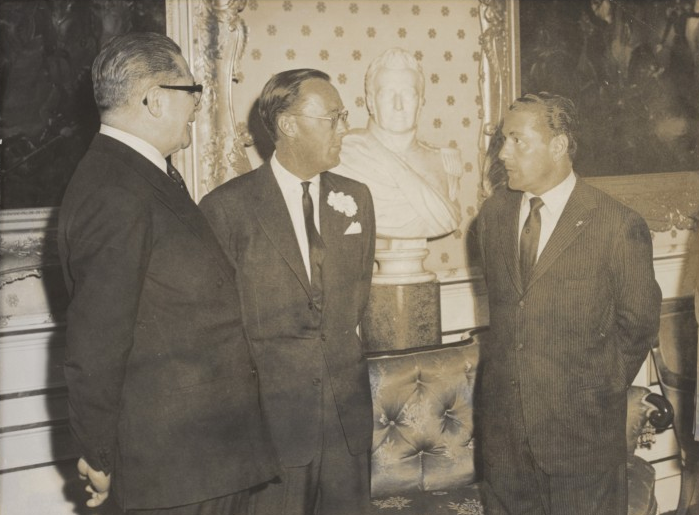
Brizola e Bernardo de Lippe-Biesterfeld, príncipe Consorte dos Países Baixos, em março de 1960.

Outra medida importante de Brizola a frente do governo gaúcho foi a encampação das empresas estado-unidenses Bond and Share  e ITT. Brizola tinha definido como meta dotar o Rio Grande do Sul de um milhão de KW e de um moderno sistema de comunicações. A Companhia Elétrica Riograndense, filial da Bond and Share, estava com a concessão vencida e não se dispunha a realizar novos investimentos, a menos que o governo aceitasse suas exigências de liberação das tarifas e concessão de mais 35 anos. Faltava energia para as indústrias e para a cidade de Porto Alegre.
Como não houve acordo, em 13 de maio de 1959 o diário oficial do Rio Grande do Sul publicou o decreto de expropriação da filial da Bond and Share pelo preço simbólico de 1 cruzeiro, estabelecido abatendo-se do valor da empresa as contribuições populares espontâneas, a colocação de fios e postes, doações territoriais, indenização do pessoal, multas, remessa de lucros acima do legalmente permissível e a depreciação dos materiais. O estado depositou o dinheiro e solicitou a emissão de posse, acatada pelo juiz Borges Fortes, da Fazenda Pública.
O fato repercutiu nos Estados Unidos. O presidente Juscelino Kubitschek telefonou para Brizola para registrar o protesto do senador Assis Chateaubriand, que o havia procurado. Brizola revelou a contabilidade da empresa, que apresentava diversas fraudes. Criou-se uma crise de relacionamento entre Brasil e Estados Unidos.
Brizola concluiu que o Brasil sofria um processo que ele denominou de "perdas internacionais", por parte das organizações estrangeiras protegidas por seus países de origem. Com isso já em mente, Brizola passou a enfrentar a Companhia Telefônica Riograndense, filial da ITT. Da mesma forma que a Bond and Share, a ITT estava com a concessão terminada, e exigia condições semelhantes para investir. As negociações duraram dois anos e, ao final, chegou-se a um acordo, estabelecendo a criação de uma sociedade de economia mista, com participação do governo (25%), da ITT (25%) e dos usuários (50%). Havia ainda a questão do valor do acervo da ITT, e para isso ela e o governo designaram dois árbitros, que escolheriam um terceiro caso houvesse necessidade. Brizola indicou um inimigo político, da UDN, o professor Luiz Leseigneur de Faria, diretor da Faculdade de Engenharia, enquanto a ITT indicou o engenheiro Frederico Rangel. Brizola considerou alta a avaliação, mas não se manifestou. Porém, após dois meses, a ITT mudou sua direção, afastou seu vice-presidente e exigiu novas negociações, alegando que o laudo não era satisfatório. Brizola anunciou a expropriação dos bens da companhia, com base no valor avaliado pelos árbitros, mas descontando o que havia sido doado pelo governos para composição da rede e os lucros remetidos ilegalmente para o exterior. O poder judiciário autorizou a emissão de posse.
Novamente o fato repercutiu nos Estados Unidos, cujo governo reclamou junto ao Brasil. Brizola se reuniu então no Itamaraty com o embaixador do Brasil nos Estados Unidos, Roberto Campos, seu secretário de Justiça, Francisco de Paula Brochado da Rocha, o ministro San Tiago Dantas e Lincoln Gordon, embaixador dos Estados Unidos. Brizola exigiu que da reunião não participassem os representantes da ITT, o que foi atendido cinco minutos depois.
Licoln Gordon afirmou que a empresa não concordava com a avaliação. Brizola retrucou que a avaliação havia sido feita dentro da lei, e que a empresa pudera rever o valor com uma ação no poder judiciário. Lincoln passou a argumentar que a avaliação teria que ser feita por peritos internacionais e não brasileiros, enquanto Brizola rebateu novamente, dizendo que a ITT havia concordado com a indicação dos árbitros e que a expropriação da empresa havia sido por decisão judicial. Lincoln Gordon disse então que o poder judiciário brasileiro era suspeito para julgar uma questão de tal natureza, e Brizola concluiu que dessa forma não havia mais o que discutir, no que foi apoiado por seu secretário de Justiça, que disse que o poder judiciário seria parte da soberania do país e que havia legitimidade para julgar uma empresa estrangeira operando no país.
A crise entre Brasil e Estados Unidos agravou-se  e Brizola acabou se afastando do governo federal. Brizola ficou magoado com João Goulart ao tomar conhecimento do acordo feito entre os governos do Brasil e dos Estados Unidos, contemplando as exigências da Bond and Share e da ITT, e dando empréstimo a juros baixos, pelo Banco do Brasil. O governo federal encampou as companhias telefônicas do Rio de Janeiro e São Paulo, iniciando o projeto Embratel, a cargo do Departamento de Correios e Telégrafos.
Um anônimo entregou a Brizola uma cópia do acordo feito. Brizola encontrou-se com o ministro da Fazenda, San Thiago Dantas, que não o convenceu. Assim, no dia seguinte, Brizola foi à televisão denunciar o acordo de caráter lesivo aos interesses nacionais. Houve crise no governo. O ministério caiu, inclusive o ministro da Guerra, Amaury Kruel, que havia sediado em sua casa a reunião do acordo. João Goulart suspendeu então o acordo. Porém, uma das primeiras medidas do governo do golpe militar de 1964 foi reativar o acordo, pagando ainda mais 10 milhões de dólares pelo atraso. O Brasil pagou ao todo, parceladamente, 470 milhões de dólares à empresa American Foreing Powers.

## Reforma agrária
A constituição de 1947 do Estado do Rio Grande do Sul definiu, em seu artigo 174, o direito à propriedade mediante uso constitucional e social das terras. Para as terras que descumprissem com tais mediações legais, ficava garantida a desapropriação pelo governo estadual, bem como sua distribuição para que atenda com os "interesses sociais" e a "justa distribuição da propriedade de maneira que o maior número possível de famílias venha a ter sua parte em terras e meios de produção". Para tanto, era necessário a organização de um número mínimo de 100 agricultores locais sem terra, para a formulação de um abaixo-assinado designando o "plano especial de colonização", como descreve a lei. Em seu governo, Brizola constantemente estimulou os abaixo-assinados em acampamentos de agricultores.
Com a criação o Instituto Gaúcho de Reforma Agrária (IGRA) — houve a entrega de mais de catorze mil títulos a agricultores sem terra, destacando-se áreas de assentamento como Fazenda Sarandi, Banhado do Colégio, Caponé, Fazendas Itapoã, Taquari e Pangaré.
Na região de Sarandi acumularam-se mais de cinco mil pessoas numa área improdutiva de vinte mil hectares. Ergueram uma cruz com os dizeres "Acampamento João XXIII. Somos cristãos, queremos terras". Brizola mandou que os serviços do governo prestassem assistência médica e social, o que foi criticado por setores conservadores. Brizola foi ao local acompanhado de parlamentares, jornalistas, representantes de proprietários rurais, autoridades do judiciário e do III Exército. Já havia lá mais de dez mil pessoas, então. A comitiva ouviu a situação exposta pelos líderes do movimento, que aguardavam solução havia quinze dias. Brizola tomou a palavra e travou um diálogo amistoso com os líderes do movimento, fazendo perguntas que pudessem mostrar à comitiva a situação dos agricultores sem terra através de suas respostas, tais como:
- "O que vocês estão fazendo aqui?"
- "Estamos aqui para mostrar nossa miséria"
- "Estão fazendo política?"
- "Nossa política é a terra, governador."
- "Vocês querem terra de presente?"
- "Queremos terra para pagar com nosso trabalho."
A comitiva retornou a Porto Alegre e o governo desapropriou a terra por interesse social. O governo repetiu ações como essa em todo o estado, inclusive a região do Banhado do Colégio, próxima a Pelotas, onde havia um acampamento com mais de dez mil pessoas, e Brizola compareceu com outra comitiva, incluindo o comandante do III Exército, Jair Dantas Ribeiro. Essa área transformou-se numa das mais produtivas do estado.
As ações de reforma agrária do governo Brizola não foram, porém, sem custos sociais. Os indígenas do Rio Grande do Sul foram seus principais prejudicados. As terras indígenas de Inhacorá, Nonoai, Serrinha e Votouro, entre outras, foram reduzidas a menos da metade, sendo a maior parte da área indígena loteada e entregue a agricultores brancos. A maioria delas foi recuperada pelas comunidades indígenas, mais de trinta anos depois, mas algumas (como Nonoai e Inhacorá) ainda não foram devolvidas aos índios.

## Outras realizações
- Implantação da indústria Aços Finos Piratini;[1]
- Implantação da Refinaria de Petróleo Alberto Pasqualini;[1]
- Implantação da Açúcar Gaúcho S/A – AGASA, em região canavieira pobre do estado;
- Criação da Caixa Econômica Estadual do Rio Grande do Sul;[1]
- Triplicação da produção de eletricidade do estado, acabando com os racionamentos de energia;
- Lançamento das Letras do Tesouro Estadual, que ficaram conhecidas como brizoletas, para viabilizar os investimentos sociais;
- Criação do primeiro zoológico do Rio Grande do Sul, em Sapucaia do Sul;
- Criação de distritos industriais e do programa de incentivo ao trigo;
- Criação um programa radiofônico, veiculado às sextas-feiras à noite, para esclarecimento sobre a administração pública e prestação de contas